# Pohlia gromieri
Pohlia gromieri là một loài Rêu trong họ Bryaceae. Loài này được (Thér.) Kis miêu tả khoa học đầu tiên năm 1984.